# Tom Hicks

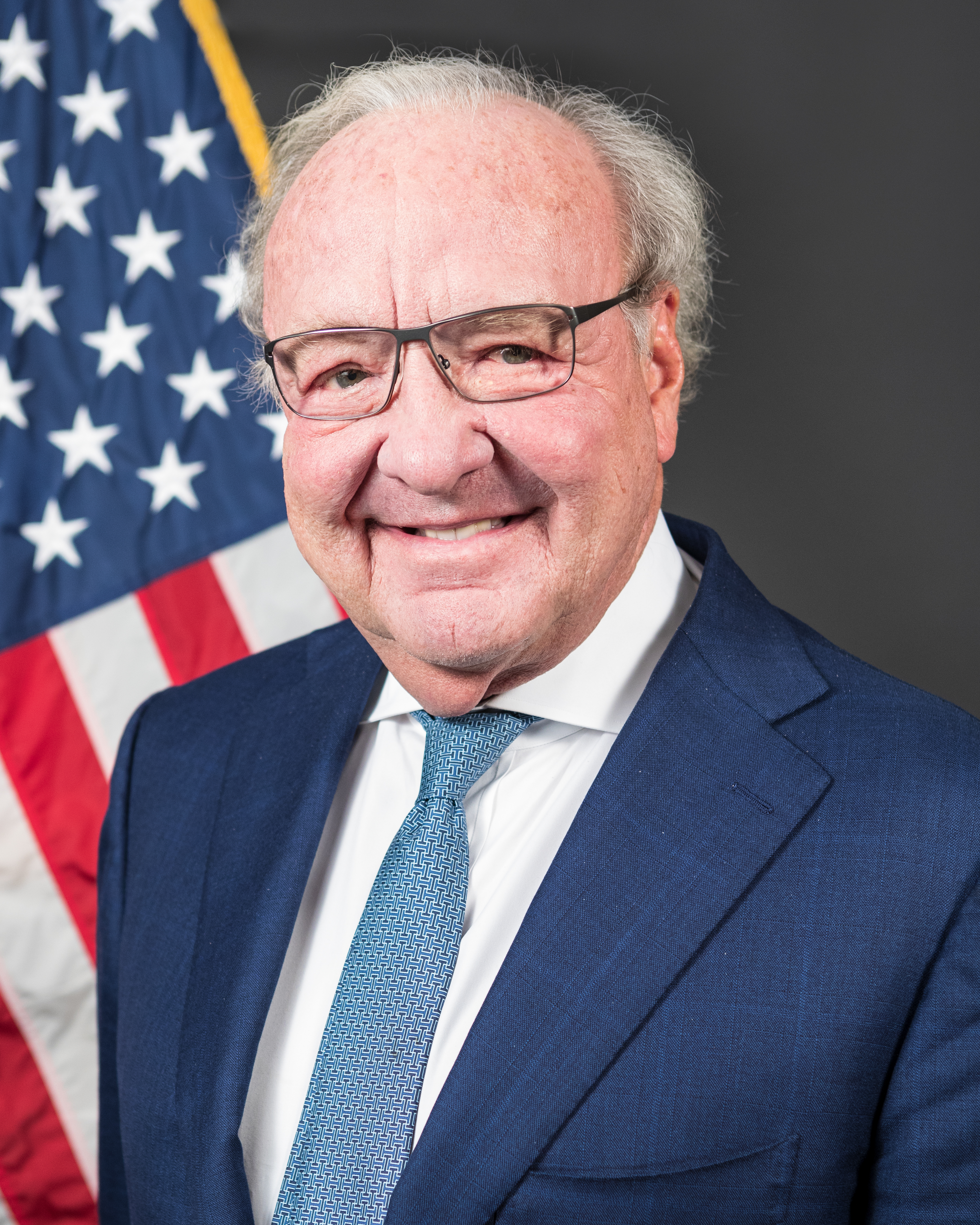
Tom Hicks

Thomas Ollis Hicks, Sr. (* 1946) ist ein US-amerikanischer Unternehmer, der in Dallas (US-Bundesstaat Texas) lebt und nach Angaben des Forbes Magazine über ein Vermögen von einer Milliarde US-Dollar verfügt (2009). Hicks ist Mitbegründer der Investment-Firma Hicks, Muse, Tate & Furst und Chairman der Hicks Holdings LLC. Letztere besitzt und steuert die Hicks Sports Group, zu der die hochrangigen Profi-Sportclubs Dallas Stars (Eishockey) und Mesquite Championship Rodeo (Rodeo) gehören. Früher gehörten zu dem Unternehmen auch die Texas Rangers (Baseball) ehemals gehörten ihm 50 % von Liverpool Football Club.